# Katerini
Katerini är en stad i kommunen Dimos Katerini i Mellersta Makedonien i Grekland. Staden är huvudstad i regiondelen Pierien och ligger 70 kilometer sydväst om Thessaloniki. Katerini ligger på en rik slätt mellan foten av berget Olympos och Thermaikosbukten. Motorvägen på E75 mellan Thessaloniki och Aten går förbi Katerini.
Enligt vissa källor var staden densamma som antikens Atira, vilken tillsammans med Pydna, Dion och Methoni var de viktigaste städerna runt Olympos. Under namnet Atira nämns staden i källor från 1300-talet och framåt. En annan teori är att staden har fått sitt namn från dess skyddshelgon Katarina av Alexandria, då många bosättare från Sinai kom till området under 1700-talet och byggde en kyrka vid namn Agia Ekaterini, staden omnämns med det namnet i flera dokument från tiden efter 1710.

## Befolkningsutveckling
| År   | Tätorten | Kommunen |
| ---- | -------- | -------- |
| 1991 | 44 684   | 72 940   |
| 2001 | 51 332   | 83 387   |
| 2011 | 55 997   | 85 851   |